# Luis Alfonso de Borbón
Luis Alfonso Gonzalo Víctor Manuel Marco de Borbón y Martínez-Bordiú (Madrid, 25 de abril de 1974), llamado en Francia Louis de Bourbon, es un aristócrata y empresario español, bisnieto de Francisco Franco y de Alfonso XIII de España, entre otros. Es pretendiente legitimista al trono de Francia, considerado por sus seguidores como Luis XX. Además de su ciudadanía española, Luis Alfonso adquirió la nacionalidad francesa a través de su abuela paterna, Emanuela de Dampierre, también ciudadana francesa.
El Ducado de Anjou que se atribuye es un antiguo ducado desaparecido que se encontraba en la actual República Francesa que no reconoce títulos nobiliarios de ninguna clase. Se trata, por tanto, de un mero título de cortesía privado sin reconocimiento en ningún país. El último titular legítimo del Ducado de Anjou fue el rey Luis XVIII (1755-1824). También se atribuye el Ducado de Borbón, si bien el último titular legítimo fue el rey Enrique IV (1553-1610), por lo que carece de reconocimiento nobiliario alguno.

## Biografía

Armas de Luis Alfonso de Borbón como jefe de la Casa de Borbón de Francia.

Luis Alfonso es hijo de Alfonso de Borbón y Dampierre, duque de Cádiz y de María del Carmen Martínez-Bordiú y Franco. Sus abuelos paternos fueron Jaime de Borbón y Battenberg, infante de España y duque de Segovia y Emanuela de Dampierre y Ruspoli. Sus abuelos maternos fueron el cardiólogo Cristóbal Martínez-Bordiú y Ortega, x marqués de Villaverde y María del Carmen Franco y Polo, i duquesa de Franco. Dado que algunos sectores monárquicos franceses consideraban a su padre jefe de la Casa de Borbón de Francia, y heredero por tanto de sus últimos reyes de la dinastía Borbón, desde su muerte, Luis Alfonso es uno de los pretendientes al trono francés. La pretensión de los Borbones no es respaldada por el conjunto de los monárquicos franceses (los orleanistas son partidarios de Juan de Orleans, descendiente del último rey de Francia, Luis Felipe I de Francia; los bonapartistas apoyan a Juan Cristóbal Bonaparte, emparentado con los emperadores Napoleón I, Napoleón II y Napoleón III). Es sobrino segundo del rey Juan Carlos I de España y primo segundo del rey Felipe VI de España. Además, es bisnieto por parte paterna del rey Alfonso XIII de España y por parte materna del dictador Francisco Franco.
Su bautismo se produjo el 30 de mayo de 1974 en la iglesia del Palacio del Pardo. Fueron sus padrinos su bisabuela Carmen Polo, esposa de Francisco Franco, y su abuelo Jaime de Borbón, representado por su hijo Gonzalo.
Los padres de Luis Alfonso se divorciaron en 1982 y obtuvieron la nulidad eclesiástica en 1986. Su madre se ha vuelto a casar dos veces y Luis Alfonso tiene una hermana, María Cynthia Rossi, por parte de su madre.
Luis Alfonso realizó sus estudios primarios en el colegio hispano-francés Molière de Pozuelo de Alarcón. Posteriormente, cursó en el Liceo Francés de Madrid estudios secundarios, y se licenció en Ciencias Empresariales en CUNEF, realizando a continuación un máster en Finanzas también en Madrid. Trabajó varios años para el banco BNP Paribas en Madrid.
En 2018 tras el fallecimiento de su abuela, Carmen Franco Polo, fue nombrado por la familia Franco para ocupar la presidencia del patronato de la Fundación Nacional Francisco Franco, entidad que se constituyó en octubre de 1976 para difundir la memoria y obra de Francisco Franco.

### Fallecimiento de su padre y hermano
El 7 de febrero de 1984 había fallecido su hermano mayor, con tan solo 11 años, Francisco de Asís de Borbón y Martínez-Bordiú en un accidente de tráfico, lo que convertía a Luis Alfonso en pretendido Delfín de Francia. El 30 de enero de 1989, su padre, Alfonso de Borbón, murió accidentalmente esquiando en las Montañas Rocosas, en Estados Unidos. Sin embargo, Luis Alfonso rehusó ir a vivir con su madre a Francia, prefiriendo permanecer en Madrid con su abuela materna, Carmen Franco y Polo.

### Matrimonio
El 6 de noviembre de 2004 contrajo matrimonio con la venezolana María Margarita Vargas Santaella en La Romana (República Dominicana), hija del "banquero rojo" Víctor Vargas. Ningún miembro de la familia real española asistió al enlace. El matrimonio vivió varios años en Venezuela, donde Luis Alfonso trabajó en el Banco Occidental de Descuento, propiedad de su suegro. El matrimonio tiene cuatro hijos:
- Eugenia de Borbón y Vargas (5 de marzo de 2007, Miami).
- Luis de Borbón y Vargas (28 de mayo de 2010, Nueva York).
- Alfonso de Borbón y Vargas (28 de mayo de 2010, Nueva York).
- Enrique de Borbón y Vargas (1 de febrero de 2019, Nueva York).

El 18 de septiembre de 2010, Luis Alfonso se trasladó a vivir a Madrid, con su esposa e hijos. Para la educación de sus hijos, escogió el colegio Everest Monteclaro, un colegio católico, privado y bilingüe que separa a los alumnos por sexo. Sus hijos han nacido en Estados Unidos por una complicación que sufre su esposa Margarita durante los embarazos y que se acentúa cuando el bebé es varón.

## Carrera profesional
Luis Alfonso de Borbón tiene una dilatada carrera empresarial y, gracias a sus relaciones personales con el banquero venezolano Víctor José Vargas Irausquín -su suegro-, ha ejercido de director en diversas entidades como el Banco Occidental de Descuento, si bien en la web del propio banco aparece solo como uno de los directores suplentes; el AllBank Corp, intervenido en septiembre de 2019 por el gobierno de Panamá en salvaguarda de sus clientes; o el Banco del Orinoco, también como Director Suplente y también intervenido en 2019
En 2012 funda International Transaction System SL, de la que es administrador único, empresa dedicada a la consultaría informática con un capital de menos de 3000 €. En 2012, primer y último año en el que ofreció dividendos, obtuvo un balance de ventas de 896 €. En 2015 funda y disuelve la empresa de marketing y publicidad a empresas del gremio del taxi Servicio Integral del Taxi. En septiembre de 2016 se adentra en un nuevo proyecto empresarial, Reto 48 un gimnasio que promete poner en forma al cliente con tan solo 48 sesiones. 
También en 2016 aparece al frente de Borvar Inversiones SL, de la que poseería el 61 %, relacionada con temas de actividades de contabilidad, y asesoría fiscal, que solo un año después registraba un balance negativo de 133.000 €. En 2016 sitúa al frente de la empresa, con sede en Luxemburgo, a Mario Nunzio Rao, vinculado al blanqueo de 5,6 millones de euros por el banquero Mario Conde.
Finalmente, en 2017, crea Spanish Influencers 2017 SL.

## Fraude bancario y cuenta en Suiza
Luis Alfonso de Borbón se ha visto implicado en dos causas de fraude bancario a depositarios venezolanos y panameños, a los que se les aseguraba la seguridad de sus activos fuera de Venezuela. Sin embargo, la solvencia de las dos entidades bancarias dirigidas por el pretendiente legitimista conllevaron la intervención de las entidades nacionales de Panamá y Curazao para salvaguardar  a sus clientes, que se consideran estafados por el "príncipe", quién usaba sus pretensiones al trono francés como reclamo a los inversores venezolanos:
“Mandamos todos nuestros ahorros al Banco del Orinoco (filial del BOD). Lo hicimos, entre otras cosas, por las garantías que nos daba ver a un noble al frente, alguien que salía en las revistas. Me prometieron un 6% de intereses y nunca nos los pagaron. Luego VISA anuló nuestras tarjetas y ahora no podemos acceder al dinero”. Ella aún cree que recuperará sus ahorros. “He leído que este señor, el Borbón, se postula al trono de Francia, que es alguien muy importante. ¿Cómo van a dejar que nos ocurra algo así? Sería muy malo para su reputación, ¿no? Creo que se arreglará, aunque solo sea por el qué dirán en la sociedad española”.

### Intervención del AllBank Corp
En septiembre de 2019 fue intervenido el AllBank Corp, del que es Director Suplente, para salvaguardar los intereses de los clientes panameños así como para evitar que los fondos recayeran en el gobierno de Nicolás Maduro. Las autoridades financieras panameñas explicaron que el grupo accionista "no atendió en tiempo y oportunidad" a los requerimientos de las acciones correctivas que se realizaron para que "se diversificara el alto grado de exposición de sus activos líquidos y servicios de custodia de sus inversiones en valores colocadas en partes relacionadas".

### Quiebra del Banco del Orinoco
En octubre de 2019 se produjo la quiebra del Banco del Orinoco, del que ejerce como director suplente y situando a Luis Alfonso en el centro de una polémica que dejado sin recursos económicos a los depositarios venezolanos. El Banco Central de Curazao y San Martín afirmó que el grupo dirigido por Luis Alfonso usó documentación falsa en sus informes financieros dirigidos al ente emisor y auditores externos. Se aseguró que los activos “solo se han rastreado por unos cientos de miles hasta la fecha, en comparación con las obligaciones de más de 1,5 mil millones a los depositantes (en su mayoría venezolanos y otros latinoamericanos)”.

### Cuenta en Credit Suisse
Luis Alfonso de Borbón y su mujer figuraron en una cuenta en Credit Suisse con 1,2 millones de euros a nombre de una empresa de Panamá.

## Posicionamientos políticos

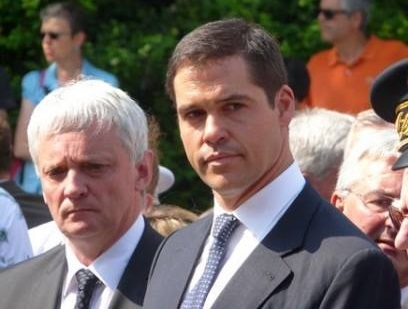
Thierry Lazaro y el Príncipe Luis de Borbón durante las celebraciones oficiales que conmemoran el 800 aniversario de la Batalla de Bouvines.

Se le ha tildado ultraderechista por diversas opiniones políticas y sociales cuando las ha manifestado.

### Vinculación con Vox
Se le ha relacionado como simpatizante del partido político Vox dada su amistad personal con Santiago Abascal, líder de éste.

### Posición sobre la exhumación de Francisco Franco
El 20 de noviembre de 2018, aniversario de la muerte de su bisabuelo Francisco Franco y ante la polémica generada por la decisión del gobierno de España de exhumar los restos del general de la basílica del Valle de los Caídos, publicó en sus redes sociales:

Te fuiste hace 43 años, pero estás más presente que nunca. Tus enemigos y unos traidores a la Patria no te olvidan, ni cesan de mencionarte. Otros muchos te seguimos recordando y rezando por ti. Pero tu insuperable obra (la clase media, la Seguridad Social, las viviendas protegidas, las carreteras, las universidades, los hospitales, las industrias, los pueblos, los pantanos, los bosques...) permanecerá para siempre. #ElValleNoSeToca

### Fundación Seminare
Luis Alfonso de Borbon es fundador y presidente de la asociación católica "Cura Infirmorum et Natura-Seminare". Esta asociación tiene el mismo domicilio social que la empresa “Leadership Systems SL”, una sociedad que figura registrada a nombre de Víctor González Coello de Portugal, vicepresidente primero de Vox, partido que no niega las relaciones entre dicha asociación y la formación política. La fundación comenzó su labor en 2017 y según sus estatutos tiene como misión:

La difusión del Evangelio, la contemplación y alabanza del Señor a través de nuestros hermanos y la Naturaleza, la lucha contra el ecologismo negativo en la que el hombre es tratado como un enemigo de la Casa común y construir una espiritualidad que sane y la que se pueda ver el corazón del Padre.

### Posición sobre la homosexualidad
En enero de 2013 publicó una carta a sus "compatriotas franceses" en la que mostraba su rechazo a los derechos del colectivo gay y defendía a la familia tradicional pues 
"Algunos desean que la institución del matrimonio, sobre la que reposa la estructura familiar, se banalice hasta el punto de hacerla extensivo a personas del mismo sexo y, en consecuencia, permitir la filiación, así como la adopción de hijos"
Durante su intervención en el World Congress of Families (WCF), celebrado en Chisináu, (Moldavia) en septiembre de 2018, Luis Alfonso hizo una extensa defensa de la familia tradicional atacando a homosexuales y apoyando a lobbies evangélicos de Estados Unidos, asociaciones de monárquicos ultraortodoxos rusos y movimientos neofascistas y xenófobos, como la Liga de Matteo Salvini. Durante su intervención como ponente de la apertura del WCF en Moldavia, también explicó la preeminencia de Francia durante la monarquía como debida a su administración por «una familia, una familia real» y a la «transmisión de poder de hombre a hombre».

## Pretensiones dinásticas

### Corona española
En 1933 y durante la II República, Alfonso de Borbón, primogénito de Alfonso XIII renunciaba a sus aspiraciones al trono español para poder contraer matrimonio con la hispano-cubana Edelmira Sampedro y Robato, recayendo los derechos en su hermano pequeño Jaime, abuelo de Luis Alfonso. Sin embargo, debido a su sordera, el nuevo príncipe de Asturias renunciaba al trono, para él y sus herederos, en 1933. El 6 de diciembre de 1949, ya durante la dictadura de Francisco Franco, don Jaime solicitaría recuperar sus derechos, en detrimento de su hermano don Juan, a la sazón conde de Barcelona. En 1969, renunciaría definitivamente a estos, si bien su hijo, Alfonso de Borbón, nunca ocultaría sus pretensiones al trono, lo que terminaría otorgándole el título de duque de Cádiz, que en la actualidad reclama Luis Alfonso. 
En 2019, y dentro de las movilizaciones contra la exhumación de Franco del Valle de los Caídos, Luis Alfonso ha sido aclamado como rey por parte de sus partidarios, reabriendo las pretensiones familiares a la Corona española.

### Corona francesa
Tras la muerte de su padre, Luis Alfonso se convirtió, para los legitimistas, en jefe de la Casa de Borbón de Francia y pretendiente al trono. Si reinase, lo haría como Luis XX de Francia.  
Sin embargo, las pretensiones dinásticas de Luis Alfonso sobre la Corona francesa son aún menos legítimas que sobre la española. Los intentos de los legitimistas franceses de situarlo como monarca nacen de una premisa falsa: Felipe de Anjou no es el heredero legítimo de la corona. La razón hay que buscarla en el Tratado de Utrech (1714) con el que se ponía fin a la Guerra de Sucesión española entre Felipe de Borbón o de Anjou, y el Archiduque Carlos de Austria. La coronación de Felipe V, y la entrada de la dinastía borbónica en España, supuso la renuncia expresa del nuevo rey, para él y todos sus descendientes entre los que se encuentra Luis Alfonso, de sus derechos a la corona de Francia. Esta renuncia conlleva que el heredero legítimo a la Corona francesa sea en la actualidad el pretendiente de la Casa de Orleans, el príncipe Juan de Orleans, conde de París, quien aceptó como Jefe de la Casa en 2016.

## Pretensiones nobiliarias
En 1987, el gobierno español estableció que el título de duque de Cádiz no era hereditario al estar vinculado tradicionalmente a la Corona. Tampoco se le reconoce ningún otro título de los que pretende, como el de duque de Anjou, duque de Turena o duque de Borbón, ni tampoco el tratamiento de Alteza real que reclama, pues no le han sido concedidos por el rey y, por tanto, no tienen ninguna validez.
Tampoco tienen validez en Francia, donde se les considera "títulos de cortesía" que pertenecen al ámbito privado. El título de duque de Anjou es disputado por la casa de Orleans, el título de duque de Borbón (extinto desde el siglo XV) fue rescatado por su abuelo y el título de duque de Turena, extinto desde el siglo XVI fue creado de nuevo por su padre, el duque de Cádiz.
Fue heredero del ducado de Franco, único título con existencia legal, que habría podido heredar de su madre de no haberse suprimido por la Ley de Memoria Democrática aprobada en octubre de 2022.

## Distinciones honoríficas
En tanto que sucesor legitimista al trono de Francia, Luis Alfonso de Borbón reivindica el Gran Maestrazgo de las reales órdenes tradicionales del Reino de Francia. Estas distinciones son disputadas por el duque de Vendôme, Juan de Orleans, pretendiente orleanista al trono de Francia.
Órdenes francesas
- Gran maestre de la Orden del Espíritu Santo (disputado)
- Gran maestre de la Orden de San Miguel (disputado)
- Gran maestre de la Orden de San Luis (disputado)

Órdenes extranjeras
- Bailío gran cruz de honor y devoción de la Orden de Malta
- Caballero Gran Cruz de la Orden del Santo Sepulcro de Jerusalén

## Ancestros
| \| \| \| \| \| \| \| \| \| \| \| \| \| \| \| \| \| \| \| \| 16. Alfonso XII, rey de España \| \| \| \| \| \| \| \| \| \| \| \| \| \| \| \| \| \| \| \| \| \| \| \| \| \| \| \| \| \| \| \| \| \| \| \| \| \| \| \| \| \| \| \| \| \| \| \| \| \| \| \| \| \| 8. Alfonso XIII, rey de España \| \| \| \| \| \| \| \| \| \| \| \| \| \| \| \| \| \| \| \| \| \| \| \| \| \| \| \| \| \| \| \| \| \| \| \| \| \| \| \| \| \| \| \| \| \| \| \| \| \| \| \| \| \| 17. Archiduquesa María Cristina de Austria-Teschen \| \| \| \| \| \| \| \| \| \| \| \| \| \| \| \| \| \| \| \| \| \| \| \| \| \| \| \| \| \| \| \| \| \| \| \| \| \| \| \| \| \| \| \| \| \| \| \| \| \| \| \| \| \| 4. Jaime de Borbón, duque de Segovia \| \| \| \| \| \| \| \| \| \| \| \| \| \| \| \| \| \| \| \| \| \| \| \| \| \| \| \| \| \| \| \| \| \| \| \| \| \| \| \| \| \| \| \| \| \| \| \| \| \| \| \| \| \| 18. Príncipe Enrique de Battenberg \| \| \| \| \| \| \| \| \| \| \| \| \| \| \| \| \| \| \| \| \| \| \| \| \| \| \| \| \| \| \| \| \| \| \| \| \| \| \| \| \| \| \| \| \| \| \| \| \| \| \| \| \| \| 9. Princesa Victoria Eugenia de Battenberg \| \| \| \| \| \| \| \| \| \| \| \| \| \| \| \| \| \| \| \| \| \| \| \| \| \| \| \| \| \| \| \| \| \| \| \| \| \| \| \| \| \| \| \| \| \| \| \| \| \| \| \| \| \| 19. Princesa Beatriz del Reino Unido \| \| \| \| \| \| \| \| \| \| \| \| \| \| \| \| \| \| \| \| \| \| \| \| \| \| \| \| \| \| \| \| \| \| \| \| \| \| \| \| \| \| \| \| \| \| \| \| \| \| \| \| \| \| 2. Alfonso de Borbón, duque de Cádiz \| \| \| \| \| \| \| \| \| \| \| \| \| \| \| \| \| \| \| \| \| \| \| \| \| \| \| \| \| \| \| \| \| \| \| \| \| \| \| \| \| \| \| \| \| \| \| \| \| \| \| \| \| \| 20. Richard de Dampierre, i duque de San Lorenzo \| \| \| \| \| \| \| \| \| \| \| \| \| \| \| \| \| \| \| \| \| \| \| \| \| \| \| \| \| \| \| \| \| \| \| \| \| \| \| \| \| \| \| \| \| \| \| \| \| \| \| \| \| \| 10. Roger de Dampierre, iii duque de San Lorenzo \| \| \| \| \| \| \| \| \| \| \| \| \| \| \| \| \| \| \| \| \| \| \| \| \| \| \| \| \| \| \| \| \| \| \| \| \| \| \| \| \| \| \| \| \| \| \| \| \| \| \| \| \| \| 21. Jeanne Carraby \| \| \| \| \| \| \| \| \| \| \| \| \| \| \| \| \| \| \| \| \| \| \| \| \| \| \| \| \| \| \| \| \| \| \| \| \| \| \| \| \| \| \| \| \| \| \| \| \| \| \| \| \| \| 5. Emanuela de Dampierre \| \| \| \| \| \| \| \| \| \| \| \| \| \| \| \| \| \| \| \| \| \| \| \| \| \| \| \| \| \| \| \| \| \| \| \| \| \| \| \| \| \| \| \| \| \| \| \| \| \| \| \| \| \| 22. Emanuele Ruspoli, i príncipe de Poggio Suasa \| \| \| \| \| \| \| \| \| \| \| \| \| \| \| \| \| \| \| \| \| \| \| \| \| \| \| \| \| \| \| \| \| \| \| \| \| \| \| \| \| \| \| \| \| \| \| \| \| \| \| \| \| \| 11. Vittoria Ruspoli, princesa de Poggio Suasa \| \| \| \| \| \| \| \| \| \| \| \| \| \| \| \| \| \| \| \| \| \| \| \| \| \| \| \| \| \| \| \| \| \| \| \| \| \| \| \| \| \| \| \| \| \| \| \| \| \| \| \| \| \| 23. Josephine Mary Beers-Curtis \| \| \| \| \| \| \| \| \| \| \| \| \| \| \| \| \| \| \| \| \| \| \| \| \| \| \| \| \| \| \| \| \| \| \| \| \| \| \| \| \| \| \| \| \| \| \| \| \| \| \| \| \| \| 1. Luis Alfonso de Borbón \| \| \| \| \| \| \| \| \| \| \| \| \| \| \| \| \| \| \| \| \| \| \| \| \| \| \| \| \| \| \| \| \| \| \| \| \| \| \| \| \| \| \| \| \| \| \| \| \| \| \| \| \| \| 24. Andrés Martínez y Cobo de Guzmán \| \| \| \| \| \| \| \| \| \| \| \| \| \| \| \| \| \| \| \| \| \| \| \| \| \| \| \| \| \| \| \| \| \| \| \| \| \| \| \| \| \| \| \| \| \| \| \| \| \| \| \| \| \| 12. José María Martínez y Ortega \| \| \| \| \| \| \| \| \| \| \| \| \| \| \| \| \| \| \| \| \| \| \| \| \| \| \| \| \| \| \| \| \| \| \| \| \| \| \| \| \| \| \| \| \| \| \| \| \| \| \| \| \| \| 25. Catalina Ortega y Toledo \| \| \| \| \| \| \| \| \| \| \| \| \| \| \| \| \| \| \| \| \| \| \| \| \| \| \| \| \| \| \| \| \| \| \| \| \| \| \| \| \| \| \| \| \| \| \| \| \| \| \| \| \| \| 6. Cristóbal Martínez-Bordiú, ii marqués de Villaverde \| \| \| \| \| \| \| \| \| \| \| \| \| \| \| \| \| \| \| \| \| \| \| \| \| \| \| \| \| \| \| \| \| \| \| \| \| \| \| \| \| \| \| \| \| \| \| \| \| \| \| \| \| \| 26. Cristóbal Bordiú, i marqués de Villaverde \| \| \| \| \| \| \| \| \| \| \| \| \| \| \| \| \| \| \| \| \| \| \| \| \| \| \| \| \| \| \| \| \| \| \| \| \| \| \| \| \| \| \| \| \| \| \| \| \| \| \| \| \| \| 13. María de la O Esperanza Bordiú, vii condesa de Argillo \| \| \| \| \| \| \| \| \| \| \| \| \| \| \| \| \| \| \| \| \| \| \| \| \| \| \| \| \| \| \| \| \| \| \| \| \| \| \| \| \| \| \| \| \| \| \| \| \| \| \| \| \| \| 27. María de la O Bascarán y Reina \| \| \| \| \| \| \| \| \| \| \| \| \| \| \| \| \| \| \| \| \| \| \| \| \| \| \| \| \| \| \| \| \| \| \| \| \| \| \| \| \| \| \| \| \| \| \| \| \| \| \| \| \| \| 3. María del Carmen Martínez-Bordiú, ii duquesa de Franco \| \| \| \| \| \| \| \| \| \| \| \| \| \| \| \| \| \| \| \| \| \| \| \| \| \| \| \| \| \| \| \| \| \| \| \| \| \| \| \| \| \| \| \| \| \| \| \| \| \| \| \| \| \| 28. Nicolás Franco y Salgado-Araújo \| \| \| \| \| \| \| \| \| \| \| \| \| \| \| \| \| \| \| \| \| \| \| \| \| \| \| \| \| \| \| \| \| \| \| \| \| \| \| \| \| \| \| \| \| \| \| \| \| \| \| \| \| \| 14. Francisco Franco y Bahamonde \| \| \| \| \| \| \| \| \| \| \| \| \| \| \| \| \| \| \| \| \| \| \| \| \| \| \| \| \| \| \| \| \| \| \| \| \| \| \| \| \| \| \| \| \| \| \| \| \| \| \| \| \| \| 29. María del Pilar Bahamonde y Pardo de Andrade \| \| \| \| \| \| \| \| \| \| \| \| \| \| \| \| \| \| \| \| \| \| \| \| \| \| \| \| \| \| \| \| \| \| \| \| \| \| \| \| \| \| \| \| \| \| \| \| \| \| \| \| \| \| 7. María del Carmen Franco, i duquesa de Franco \| \| \| \| \| \| \| \| \| \| \| \| \| \| \| \| \| \| \| \| \| \| \| \| \| \| \| \| \| \| \| \| \| \| \| \| \| \| \| \| \| \| \| \| \| \| \| \| \| \| \| \| \| \| 30. Felipe Polo y Flórez \| \| \| \| \| \| \| \| \| \| \| \| \| \| \| \| \| \| \| \| \| \| \| \| \| \| \| \| \| \| \| \| \| \| \| \| \| \| \| \| \| \| \| \| \| \| \| \| \| \| \| \| \| \| 15. María del Carmen Polo, i señora de Meirás \| \| \| \| \| \| \| \| \| \| \| \| \| \| \| \| \| \| \| \| \| \| \| \| \| \| \| \| \| \| \| \| \| \| \| \| \| \| \| \| \| \| \| \| \| \| \| \| \| \| \| \| \| \| 31. Ramona Martínez-Valdés y Martínez-Valdés \| \| \| \| \| \| \| \| \| \| \| \| \| \| \| \| \| \| \| \| \| \| \| \| \| \| \| \| \| \| \| \| \| \| \| \| \| \| \| \| \| \| \| \| \| \| \| \| \| \| \| \| |                                                            |  |  |  |  |  |  |  |  |  |  |  |  |  |  |  |
| |                                                            |  |  |  |  |  |  |  |  |  |  |  |  |  |  |  |
| | 16. Alfonso XII, rey de España                             |  |  |  |  |  |  |  |  |  |  |  |  |  |  |  |
| |                                                            |  |  |  |  |  |  |  |  |  |  |  |  |  |  |  |
| |                                                            |  |  |  |  |  |  |  |  |  |  |  |  |  |  |  |
| | 8. Alfonso XIII, rey de España                             |  |  |  |  |  |  |  |  |  |  |  |  |  |  |  |
| |                                                            |  |  |  |  |  |  |  |  |  |  |  |  |  |  |  |
| |                                                            |  |  |  |  |  |  |  |  |  |  |  |  |  |  |  |
| | 17. Archiduquesa María Cristina de Austria-Teschen         |  |  |  |  |  |  |  |  |  |  |  |  |  |  |  |
| |                                                            |  |  |  |  |  |  |  |  |  |  |  |  |  |  |  |
| |                                                            |  |  |  |  |  |  |  |  |  |  |  |  |  |  |  |
| | 4. Jaime de Borbón, duque de Segovia                       |  |  |  |  |  |  |  |  |  |  |  |  |  |  |  |
| |                                                            |  |  |  |  |  |  |  |  |  |  |  |  |  |  |  |
| |                                                            |  |  |  |  |  |  |  |  |  |  |  |  |  |  |  |
| | 18. Príncipe Enrique de Battenberg                         |  |  |  |  |  |  |  |  |  |  |  |  |  |  |  |
| |                                                            |  |  |  |  |  |  |  |  |  |  |  |  |  |  |  |
| |                                                            |  |  |  |  |  |  |  |  |  |  |  |  |  |  |  |
| | 9. Princesa Victoria Eugenia de Battenberg                 |  |  |  |  |  |  |  |  |  |  |  |  |  |  |  |
| |                                                            |  |  |  |  |  |  |  |  |  |  |  |  |  |  |  |
| |                                                            |  |  |  |  |  |  |  |  |  |  |  |  |  |  |  |
| | 19. Princesa Beatriz del Reino Unido                       |  |  |  |  |  |  |  |  |  |  |  |  |  |  |  |
| |                                                            |  |  |  |  |  |  |  |  |  |  |  |  |  |  |  |
| |                                                            |  |  |  |  |  |  |  |  |  |  |  |  |  |  |  |
| | 2. Alfonso de Borbón, duque de Cádiz                       |  |  |  |  |  |  |  |  |  |  |  |  |  |  |  |
| |                                                            |  |  |  |  |  |  |  |  |  |  |  |  |  |  |  |
| |                                                            |  |  |  |  |  |  |  |  |  |  |  |  |  |  |  |
| | 20. Richard de Dampierre, i duque de San Lorenzo           |  |  |  |  |  |  |  |  |  |  |  |  |  |  |  |
| |                                                            |  |  |  |  |  |  |  |  |  |  |  |  |  |  |  |
| |                                                            |  |  |  |  |  |  |  |  |  |  |  |  |  |  |  |
| | 10. Roger de Dampierre, iii duque de San Lorenzo           |  |  |  |  |  |  |  |  |  |  |  |  |  |  |  |
| |                                                            |  |  |  |  |  |  |  |  |  |  |  |  |  |  |  |
| |                                                            |  |  |  |  |  |  |  |  |  |  |  |  |  |  |  |
| | 21. Jeanne Carraby                                         |  |  |  |  |  |  |  |  |  |  |  |  |  |  |  |
| |                                                            |  |  |  |  |  |  |  |  |  |  |  |  |  |  |  |
| |                                                            |  |  |  |  |  |  |  |  |  |  |  |  |  |  |  |
| | 5. Emanuela de Dampierre                                   |  |  |  |  |  |  |  |  |  |  |  |  |  |  |  |
| |                                                            |  |  |  |  |  |  |  |  |  |  |  |  |  |  |  |
| |                                                            |  |  |  |  |  |  |  |  |  |  |  |  |  |  |  |
| | 22. Emanuele Ruspoli, i príncipe de Poggio Suasa           |  |  |  |  |  |  |  |  |  |  |  |  |  |  |  |
| |                                                            |  |  |  |  |  |  |  |  |  |  |  |  |  |  |  |
| |                                                            |  |  |  |  |  |  |  |  |  |  |  |  |  |  |  |
| | 11. Vittoria Ruspoli, princesa de Poggio Suasa             |  |  |  |  |  |  |  |  |  |  |  |  |  |  |  |
| |                                                            |  |  |  |  |  |  |  |  |  |  |  |  |  |  |  |
| |                                                            |  |  |  |  |  |  |  |  |  |  |  |  |  |  |  |
| | 23. Josephine Mary Beers-Curtis                            |  |  |  |  |  |  |  |  |  |  |  |  |  |  |  |
| |                                                            |  |  |  |  |  |  |  |  |  |  |  |  |  |  |  |
| |                                                            |  |  |  |  |  |  |  |  |  |  |  |  |  |  |  |
| | 1. Luis Alfonso de Borbón                                  |  |  |  |  |  |  |  |  |  |  |  |  |  |  |  |
| |                                                            |  |  |  |  |  |  |  |  |  |  |  |  |  |  |  |
| |                                                            |  |  |  |  |  |  |  |  |  |  |  |  |  |  |  |
| | 24. Andrés Martínez y Cobo de Guzmán                       |  |  |  |  |  |  |  |  |  |  |  |  |  |  |  |
| |                                                            |  |  |  |  |  |  |  |  |  |  |  |  |  |  |  |
| |                                                            |  |  |  |  |  |  |  |  |  |  |  |  |  |  |  |
| | 12. José María Martínez y Ortega                           |  |  |  |  |  |  |  |  |  |  |  |  |  |  |  |
| |                                                            |  |  |  |  |  |  |  |  |  |  |  |  |  |  |  |
| |                                                            |  |  |  |  |  |  |  |  |  |  |  |  |  |  |  |
| | 25. Catalina Ortega y Toledo                               |  |  |  |  |  |  |  |  |  |  |  |  |  |  |  |
| |                                                            |  |  |  |  |  |  |  |  |  |  |  |  |  |  |  |
| |                                                            |  |  |  |  |  |  |  |  |  |  |  |  |  |  |  |
| | 6. Cristóbal Martínez-Bordiú, ii marqués de Villaverde     |  |  |  |  |  |  |  |  |  |  |  |  |  |  |  |
| |                                                            |  |  |  |  |  |  |  |  |  |  |  |  |  |  |  |
| |                                                            |  |  |  |  |  |  |  |  |  |  |  |  |  |  |  |
| | 26. Cristóbal Bordiú, i marqués de Villaverde              |  |  |  |  |  |  |  |  |  |  |  |  |  |  |  |
| |                                                            |  |  |  |  |  |  |  |  |  |  |  |  |  |  |  |
| |                                                            |  |  |  |  |  |  |  |  |  |  |  |  |  |  |  |
| | 13. María de la O Esperanza Bordiú, vii condesa de Argillo |  |  |  |  |  |  |  |  |  |  |  |  |  |  |  |
| |                                                            |  |  |  |  |  |  |  |  |  |  |  |  |  |  |  |
| |                                                            |  |  |  |  |  |  |  |  |  |  |  |  |  |  |  |
| | 27. María de la O Bascarán y Reina                         |  |  |  |  |  |  |  |  |  |  |  |  |  |  |  |
| |                                                            |  |  |  |  |  |  |  |  |  |  |  |  |  |  |  |
| |                                                            |  |  |  |  |  |  |  |  |  |  |  |  |  |  |  |
| | 3. María del Carmen Martínez-Bordiú, ii duquesa de Franco  |  |  |  |  |  |  |  |  |  |  |  |  |  |  |  |
| |                                                            |  |  |  |  |  |  |  |  |  |  |  |  |  |  |  |
| |                                                            |  |  |  |  |  |  |  |  |  |  |  |  |  |  |  |
| | 28. Nicolás Franco y Salgado-Araújo                        |  |  |  |  |  |  |  |  |  |  |  |  |  |  |  |
| |                                                            |  |  |  |  |  |  |  |  |  |  |  |  |  |  |  |
| |                                                            |  |  |  |  |  |  |  |  |  |  |  |  |  |  |  |
| | 14. Francisco Franco y Bahamonde                           |  |  |  |  |  |  |  |  |  |  |  |  |  |  |  |
| |                                                            |  |  |  |  |  |  |  |  |  |  |  |  |  |  |  |
| |                                                            |  |  |  |  |  |  |  |  |  |  |  |  |  |  |  |
| | 29. María del Pilar Bahamonde y Pardo de Andrade           |  |  |  |  |  |  |  |  |  |  |  |  |  |  |  |
| |                                                            |  |  |  |  |  |  |  |  |  |  |  |  |  |  |  |
| |                                                            |  |  |  |  |  |  |  |  |  |  |  |  |  |  |  |
| | 7. María del Carmen Franco, i duquesa de Franco            |  |  |  |  |  |  |  |  |  |  |  |  |  |  |  |
| |                                                            |  |  |  |  |  |  |  |  |  |  |  |  |  |  |  |
| |                                                            |  |  |  |  |  |  |  |  |  |  |  |  |  |  |  |
| | 30. Felipe Polo y Flórez                                   |  |  |  |  |  |  |  |  |  |  |  |  |  |  |  |
| |                                                            |  |  |  |  |  |  |  |  |  |  |  |  |  |  |  |
| |                                                            |  |  |  |  |  |  |  |  |  |  |  |  |  |  |  |
| | 15. María del Carmen Polo, i señora de Meirás              |  |  |  |  |  |  |  |  |  |  |  |  |  |  |  |
| |                                                            |  |  |  |  |  |  |  |  |  |  |  |  |  |  |  |
| |                                                            |  |  |  |  |  |  |  |  |  |  |  |  |  |  |  |
| | 31. Ramona Martínez-Valdés y Martínez-Valdés               |  |  |  |  |  |  |  |  |  |  |  |  |  |  |  |
| |                                                            |  |  |  |  |  |  |  |  |  |  |  |  |  |  |  |
| |                                                            |  |  |  |  |  |  |  |  |  |  |  |  |  |  |  |

| Nobleza de Francia                                  |                                                                                       |                                  |
| Predecesor: Nueva creación                          | Duque de Turena 1981-1984                                                             | Sucesor: Enrique de Borbón       |
| Predecesor: Francisco de Borbón                     | Duque de Borbón Desde 1984                                                            | Heredero: Luis, Duque de Borgoña |
| Predecesor: Alfonso de Borbón                       | Duque de Anjou Disputado desde 2004 con Carlos Felipe de Orleans Desde 1989           | Heredero: Luis, Duque de Borgoña |
| Título en pretensión                                |                                                                                       |                                  |
| Predecesor: Alfonso de Borbón Alfonso II de Francia | —Pretensión— Rey de Francia y Navarra Luis XX de Francia Rama Legitimista: Desde 1989 | Heredero: Luis, Duque de Borgoña |

## En la cultura popular
A veces se burlan de Louis de Bourbon en Internet de habla francesa y se le llama satíricamente “Pépito” para burlarse de su acento español. Este apodo fue popularizado en 2018 por una página de memes llamada Memes Royalistes.